# Viper Series (ESP)
ESP Viper Series er ESP's elektriske guitar serie. Som de fleste ESP instrumenter, er formen af og bygger på mønstre fra andre producenter (i dette tilfælde en Gibson SG). Viper har som regel på en mahogni krop og ahorn hals med palisander gribebræt.

Den er monteret med EMG pick-up system. Den har 24-bånd. En tonecontrol, en volumecontrol og en shifter til at skifte mellem pick upperne. Den er udviklet i flere variant numere, som bl.a. den populære 400-standard. Numre er blot en betegnelse for hvad standard udstyr den kommer med.

## Guitarmodeller i serien
- ESP Viper Standard (Basic model)
- ESP Viper-400
- ESP VB-400
- ESP Viper-407
- ESP Viper-200FM
- ESP Viper-100FM
- ESP Viper-50
- ESP Viper-1000 Deluxe
- ESP Viper Custom